# Courcelles-Epayelles

Courcelles-Epayelles este o comună în departamentul Oise, Franța. În 1 ianuarie 2022 avea o populație de 212 de locuitori.